# Heinsenia diervilleoides
Heinsenia es un género monotípico de plantas con flores perteneciente a la familia Rubiaceae.  Su única especie. Heinsenia diervilleoides, es originaria del África tropical.

## Taxonomía
Heinsenia diervilleoides fue descrita por Karl Moritz Schumann y publicado en Botanische Jahrbücher für Systematik, Pflanzengeschichte und Pflanzengeographie 23: 454. 1897.
Variedad aceptada
- Heinsenia diervilleoides subsp. mufindiensis (Verdc.) Verdc.

Sinonimia
- Aulacocalyx diervilleoides (K.Schum.) E.M.A.Petit
- Aulacocalyx infundibuliflora E.M.A.Petit
- Heinsenia brownii S.Moore
- Heinsenia diervilleoides subsp. diervilleoides
- Heinsenia lujae De Wild.
- Heinsenia sylvestris S.Moore